# Viktor Leonenko
Viktor Jevhenovyč Leonenko (in ucraino Віктор Євгенович Леоненко?, traslitterazione anglosassone: Viktor Yevhenovych Leonenko, in russo Виктор Евгеньевич Леоненко?, Viktor Evgen'evič Leonenko, traslitterazione anglosassone: Viktor Yevgenyevich Leonenko; Tjumen', 5 ottobre 1969) è un ex calciatore russo naturalizzato ucraino, di ruolo attaccante.

## Carriera

### Club

#### Inizi: Geolog Tjumen'
Cresciuto nel Geolog Tjumen', nel 1988 è stato inserito nella rosa della prima squadra. Il debutto nel campionato sovietico è avvenuto il 10 aprile 1988, in Metalurh Zaporižžja-Geolog Tjumen' (0-1), gara in cui è subentrato ad Evgenij Maslov al minuto 80. Ha messo a segno la sua prima rete con il Geolog Tjumen' il 28 aprile 1989, nell'incontro di campionato Geolog Tjumen'-Rostsel'maš Rostov (2-0), siglando il gol del momentaneo 1-0 al minuto 37 del primo tempo. Ha militato nel club sovietico fino al 1991, totalizzando 95 presenze e 26 reti.

#### Dinamo Mosca e Dinamo Kiev
Nel 1991 si è trasferito alla Dinamo Mosca. Il debutto con la nuova maglia è avvenuto il 5 giugno 1991, nell'incontro di campionato Dinamo Mosca-Spartak Mosca (1-1). Ha messo a segno le sue prime reti con il club biancoazzurro il 12 luglio 1991, siglando una quaterna nell'incontro di campionato Dinamo Mosca-Lokomotiv Mosca (6-1). Ha militato nel club biancoazzurro fino all'anno successivo, totalizzando 27 presenze e 14 reti. Nel 1992 è passato alla Dinamo Kiev, club ucraino. Il debutto nella massima serie ucraina è avvenuto il 7 maggio 1992, in Dnipro Dnipropetrovs'k-Dinamo Kiev (0-1). Ha messo a segno la sua prima rete con i biancoblu il successivo 10 maggio, nell'incontro di campionato Zorja Luhans'k-Dinamo Kiev (1-1), siglando il gol del definitivo 1-1 al minuto 37 del primo tempo. Ha militato nella Dinamo Kiev fino al 1998, totalizzando 129 presenze e 72 reti.

#### Ultimi anni: CSKA Kiev e Zakarpattja
Nel 1998 si è trasferito alla CSKA Kiev. Ha debuttato con la nuova maglia l'11 luglio 1998, nell'incontro di campionato CSKA Kiev-Karpaty L'viv (3-3), gara in cui ha siglato una doppietta. Ha militato nelle file del CSKA fino al 2001, totalizzando 13 presenze e 5 reti. Nel 2000 è passato al Zakarpattja. Il debutto con il club gialloblu è avvenuto il 12 agosto 2001, nell'incontro di campionato Zakarpattja-Metalist Charkiv (3-5), gara in cui ha siglato la rete del momentaneo 3-3 al minuto 72. Ha militato nel club gialloblu per una stagione, totalizzando 21 presenze e 7 reti.

### Nazionale
Ha debuttato con la Nazionale ucraina il 26 agosto 1992, nell'amichevole Ungheria-Ucraina (2-1), gara in cui ha ricevuto un rosso diretto al minuto 57. Ha messo a segno la sua prima rete con la maglia della Nazionale ucraina il 18 maggio 1993, nell'amichevole Lituania-Ucraina (1-2), siglando la rete del momentaneo 1-1 al minuto 18 del primo tempo. È sceso in campo, con la Nazionale, nelle qualificazioni agli Europei 1996 e nelle qualificazioni ai Mondiali 1998. Ha collezionato in totale, con la maglia della Nazionale ucraina, 14 presenze e 4 reti.

## Statistiche

### Presenze e reti nei club
| Stagione              | Squadra               | Campionato            | Campionato | Campionato | Coppe nazionali | Coppe nazionali | Coppe nazionali | Coppe continentali | Coppe continentali | Coppe continentali | Altre coppe | Altre coppe | Altre coppe | Totale | Totale |
| Stagione              | Squadra               | Comp                  | Pres       | Reti       | Comp            | Pres            | Reti            | Comp               | Pres               | Reti               | Comp        | Pres        | Reti        | Pres   | Reti   |
| --------------------- | --------------------- | --------------------- | ---------- | ---------- | --------------- | --------------- | --------------- | ------------------ | ------------------ | ------------------ | ----------- | ----------- | ----------- | ------ | ------ |
| 1988                  | Geolog Tjumen'        | PL                    | 17         | 0          | KSSSR           | 1               | 0               | -                  | -                  | -                  | -           | -           | -           | 18     | 0      |
| 1989                  | Geolog Tjumen'        | PL                    | 35         | 11         | KSSSR           | 1               | 0               | -                  | -                  | -                  | -           | -           | -           | 36     | 11     |
| 1990                  | Geolog Tjumen'        | PL                    | 33         | 12         | KSSSR           | 0               | 0               | -                  | -                  | -                  | -           | -           | -           | 33     | 12     |
| 1991                  | Geolog Tjumen'        | PL                    | 8          | 3          | KSSSR           | 0               | 0               | -                  | -                  | -                  | -           | -           | -           | 8      | 3      |
| Totale Geolog Tjumen' | Totale Geolog Tjumen' | Totale Geolog Tjumen' | 93         | 26         |                 | 2               | 0               |                    | -                  | -                  |             | -           | -           | 95     | 26     |
| 1991                  | Dinamo Mosca          | VL                    | 16         | 9          | KSSSR           | 1               | 0               | UEFA               | 6                  | 0                  | -           | -           | -           | 23     | 9      |
| 1992                  | Dinamo Mosca          | VL                    | 4          | 5          | KR              | 0               | 0               | UEFA               | 0                  | 0                  | -           | -           | -           | 4      | 5      |
| Totale Dinamo Mosca   | Totale Dinamo Mosca   | Totale Dinamo Mosca   | 20         | 14         |                 | 1               | 0               |                    | 6                  | 0                  |             | -           | -           | 27     | 14     |
| 1992                  | Dinamo Kiev           | VL                    | 5          | 3          | KU              | 1               | 0               | -                  | -                  | -                  | -           | -           | -           | 6      | 3      |
| 1992-1993             | Dinamo Kiev           | VL                    | 27         | 16         | KU              | 5               | 5               | UEFA               | 4                  | 3                  | -           | -           | -           | 36     | 24     |
| 1993-1994             | Dinamo Kiev           | VL                    | 24         | 15         | KU              | 0               | 0               | UCL                | 2                  | 2                  | -           | -           | -           | 26     | 17     |
| 1994-1995             | Dinamo Kiev           | VL                    | 20         | 17         | KU              | 3               | 0               | UCL                | 6                  | 3                  | -           | -           | -           | 29     | 20     |
| 1995-1996             | Dinamo Kiev           | VL                    | 13         | 5          | KU              | 4               | 1               | -                  | -                  | -                  | CCCSI       | 0           | 0           | 17     | 6      |
| 1996-1997             | Dinamo Kiev           | VL                    | 9          | 5          | KU              | 0               | 0               | UCL+UEFA           | 2+2                | 0+0                | CCCSI       | 0           | 0           | 13     | 5      |
| 1997-1998             | Dinamo Kiev           | VL                    | 0          | 0          | KU              | 2               | 4               | UCL                | 0                  | 0                  | CCCSI       | 0           | 0           | 2      | 4      |
| Totale Dinamo Kiev    | Totale Dinamo Kiev    | Totale Dinamo Kiev    | 98         | 61         |                 | 15              | 10              |                    | 16                 | 8                  |             | 0           | 0           | 129    | 79     |
| 1998-1999             | CSKA Kiev             | VL                    | 12         | 5          | KU              | 4               | 1               | CDC                | 4                  | 1                  | -           | -           | -           | 20     | 7      |
| 1999-2000             | CSKA Kiev             | VL                    | 1          | 0          | KU              | 0               | 0               | -                  | -                  | -                  | -           | -           | -           | 1      | 0      |
| Totale CSKA Kiev      | Totale CSKA Kiev      | Totale CSKA Kiev      | 13         | 5          |                 | 4               | 1               |                    | 4                  | 1                  |             | -           | -           | 21     | 7      |
| 2000-2001             | Zakarpattja           | PL                    | 5          | 2          | KU              | 0               | 0               | -                  | -                  | -                  | -           | -           | -           | 5      | 2      |
| 2001-2002             | Zakarpattja           | VL                    | 7          | 1          | KU              | 2               | 1               | -                  | -                  | -                  | -           | -           | -           | 9      | 1      |
| Totale Zakarpattja    | Totale Zakarpattja    | Totale Zakarpattja    | 12         | 3          |                 | 2               | 1               |                    | -                  | -                  |             | -           | -           | 14     | 4      |
| Totale carriera       | Totale carriera       | Totale carriera       | 236        | 109        |                 | 24              | 12              |                    | 26                 | 9                  |             | 0           | 0           | 286    | 130    |

### Cronologia presenze e reti in nazionale
| Cronologia completa delle presenze e delle reti in nazionale ― Ucraina | Cronologia completa delle presenze e delle reti in nazionale ― Ucraina | Cronologia completa delle presenze e delle reti in nazionale ― Ucraina | Cronologia completa delle presenze e delle reti in nazionale ― Ucraina | Cronologia completa delle presenze e delle reti in nazionale ― Ucraina | Cronologia completa delle presenze e delle reti in nazionale ― Ucraina | Cronologia completa delle presenze e delle reti in nazionale ― Ucraina | Cronologia completa delle presenze e delle reti in nazionale ― Ucraina |
| Data                                                                   | Città                                                                  | In casa                                                                | Risultato                                                              | Ospiti                                                                 | Competizione                                                           | Reti                                                                   | Note                                                                   |
| ---------------------------------------------------------------------- | ---------------------------------------------------------------------- | ---------------------------------------------------------------------- | ---------------------------------------------------------------------- | ---------------------------------------------------------------------- | ---------------------------------------------------------------------- | ---------------------------------------------------------------------- | ---------------------------------------------------------------------- |
| 26-8-1992                                                              | Nyíregyháza                                                            | Ungheria                                                               | 2 – 1                                                                  | Ucraina                                                                | Amichevole                                                             | -                                                                      | 57’                                                                    |
| 27-4-1993                                                              | Odessa                                                                 | Ucraina                                                                | 1 – 1                                                                  | Israele                                                                | Amichevole                                                             | -                                                                      |                                                                        |
| 18-5-1993                                                              | Vilnius                                                                | Lituania                                                               | 1 – 2                                                                  | Ucraina                                                                | Amichevole                                                             | 1                                                                      | 86’                                                                    |
| 16-10-1993                                                             | High Point                                                             | Stati Uniti                                                            | 1 – 2                                                                  | Ucraina                                                                | Amichevole                                                             | 2                                                                      |                                                                        |
| 20-10-1993                                                             | San Diego                                                              | Messico                                                                | 2 – 1                                                                  | Ucraina                                                                | Amichevole                                                             | -                                                                      |                                                                        |
| 23-10-1993                                                             | Bethlehem                                                              | Stati Uniti                                                            | 0 – 1                                                                  | Ucraina                                                                | Amichevole                                                             | -                                                                      |                                                                        |
| 15-3-1994                                                              | Haifa                                                                  | Israele                                                                | 1 – 0                                                                  | Ucraina                                                                | Amichevole                                                             | -                                                                      |                                                                        |
| 25-5-1994                                                              | Kiev                                                                   | Ucraina                                                                | 3 – 1                                                                  | Bielorussia                                                            | Amichevole                                                             | 1                                                                      |                                                                        |
| 3-6-1994                                                               | Sofia                                                                  | Bulgaria                                                               | 1 – 1                                                                  | Ucraina                                                                | Amichevole                                                             | -                                                                      |                                                                        |
| 12-10-1994                                                             | Kiev                                                                   | Ucraina                                                                | 0 – 0                                                                  | Slovenia                                                               | Qual. Euro 1996                                                        | -                                                                      |                                                                        |
| 25-3-1995                                                              | Zagabria                                                               | Croazia                                                                | 4 – 0                                                                  | Ucraina                                                                | Qual. Euro 1996                                                        | -                                                                      |                                                                        |
| 29-3-1995                                                              | Kiev                                                                   | Ucraina                                                                | 0 – 2                                                                  | Italia                                                                 | Qual. Euro 1996                                                        | -                                                                      |                                                                        |
| 13-8-1996                                                              | Kiev                                                                   | Ucraina                                                                | 5 – 2                                                                  | Lituania                                                               | Amichevole                                                             | 2                                                                      |                                                                        |
| 31-8-1996                                                              | Belfast                                                                | Irlanda del Nord                                                       | 0 – 1                                                                  | Ucraina                                                                | Qual. Mondiali 1998                                                    | -                                                                      | 89’                                                                    |
| Totale                                                                 |                                                                        | Presenze                                                               | 14                                                                     |                                                                        | Reti                                                                   | 6                                                                      |                                                                        |

## Palmarès

### Club
- Campionato ucraino: 4

Dinamo Kiev: 1992-1993, 1993-1994, 1994-1995, 1995-1996
- Coppa d'Ucraina: 2

Dinamo Kiev: 1992-1993, 1995-1996

### Individuale
- Calciatore ucraino dell'anno: 3

1992, 1993, 1994